# ژابینگتس (استان وارمی-ماسوری)
ژابینگتس (به لهستانی:  Żabieniec) یک روستا در لهستان است که در گمینا پیتسکی واقع شده‌است.